# Feral Tribune
Feral Tribune (транскр.  'Ферал трибјун') су бивше недељне политичке новине из Хрватске.

## Часопис
Ферал трибјун је започет у Сплиту као летак политичке сатире, па је постао недељни сатирични часопис, те је прерастао у популарне недељне новине. Познат је по традиционално провокативним насловним странама, праћени кратким вестима („информбиро“), уредничким чланцима, интервјуима, сатиричном секцијом, те новостима о књигама, музици и Интернету. Још једна популарна и јединствена секција је „Greatest Shits“ (највећа срања), где се скупљена, по мишљењу уредника, најлуђе изјаве јавних личности за хрватске медије.

## Историја
Назив часописа је игра речи на Хералд трибјун (енгл. Herald Tribune), међународни недељни часопис на енглеском језику. Основали су га 1984. новинари Виктор Иванчић, Предраг Луцић, Ђермано Ћићо Сењановић и Борис Дежуловић као подлистак Недјељне Далмације, викенд-издања Слободне Далмације, дневног листа у којем су били запослени. Ђермано Ћићо Сењановић је у наставцима писао сатиричке текстове, под насловом Дорин дневник.
Постао је популаран почетком распада СФРЈ обрађујући теме које су биле табу у државној штампи, па се тако врло брзо нашао на удару власти.
Часопис је, због финансијских проблема, престао да излази у јуну 2008.

## Проблеми
Године 1994. године, након низа оптужби на рачун ХДЗ, Ферал трибјун је пребачен у пореску категорију порнографских часописа, тј. степен је увећан за 50%. Године 1995, Уставни суд Републике Хрватске је поништио ту одлуку.
Закон који забрањује јавну критику највиших државника је уведен у Хрватској 1996. године, те је Ферал трибјун опет био на мети.

## Награде
Ферал трибјун је добитник следећих награда:
- 1992: „Награда Весела Тенжера“ и „Стефанел“ награда.
- 1996: Награда за слободу штампу, доделио
- 1997: „Златно перо слободе“, доделила Светска асоцијација новина, те награда од Комитета за заштиту новинара
- 1998: На сајму сатире Forte dei Marma, добили награду за најбољу светску политичку сатиру.